# Мамыт (село)
Мамыт (каз. Мамыт) — упразднённое село в Каргалинском районе Актюбинской области Казахстана. Входило в состав сельского округа Степной. Упразднено в 2018 г. Код КАТО — 154057400.

## Население
В 1999 году население села составляло 196 человек (96 мужчин и 100 женщин). По данным переписи 2009 года, в селе проживало 112 человек (57 мужчин и 55 женщин).